# 亞謝諾韋齊
48°53′29″N 24°7′12″E / 48.89139°N 24.12000°E
亞謝諾韋齊（烏克蘭語：Ясеновець），是烏克蘭西部的村莊，隸屬伊萬諾-弗蘭科夫斯克州的卡盧什區。該村始建於1629年，面積6.77平方公里，2001年人口708，人口密度每平方公里104.6人。